# The Fable of the Good People Who Rallied to the Support of the Church
The Fable of the Good People Who Rallied to the Support of the Church è un cortometraggio muto del 1915. Il nome del regista non viene riportato.
Il soggetto è tratto da una storia di George Ade.

## Produzione
Il film fu prodotto dalla Essanay Film Manufacturing Company.

## Distribuzione
Distribuito dalla General Film Company, il film - un cortometraggio di una bobina - uscì nelle sale cinematografiche USA il 10 febbraio 1915. La copia del film esiste ancora.